# 2023년 서아시아컵 야구 대회
2023년 서아시아컵 야구 대회(영어: XV BFA West Asia Baseball Cup 2023)는 2023년 1월 27일부터 2월 1일까지 파키스탄 이슬라마바드에서 개최된 국제 야구 대회이다. 2023년 아시아 야구 선수권 대회의 예선전을 겸하며, 이 대회에서 상위 두 팀이 진출한다. 결과는 파키스탄이 우승하고 팔레스타인이 준우승을 차지하여 2023년 아시아 야구 선수권 대회에 진출하게 되었다. 이 대회에서 팔레스타인 야구 국가대표팀이 정식 국제대회에 첫 출전을 했으며 가자 지구 출신 선수 4명을 제외한 나머지 선수들은 모두 미국에 살고 있는 팔레스타인계 교포들로 구성되어 있다.
대회가 열리는 경기장에 조명시설 미비로 야간 경기를 할 수 없는 문제와 국제야구 경기 추세에 따라 3위 결정전과 결승전을 제외한 전 경기를 7이닝제로 경기하였다.

## 참가국
- 파키스탄 (43, 개최국)
- 스리랑카 (45)
- 인도 (61)
- 방글라데시 (74)
- 네팔 (77)
- 아프가니스탄[2] (–)
- 팔레스타인 (–)

괄호 안의 숫자는 2022년 12월 31일 기준 WBSC 랭킹에 해당한다.

## 조별 예선
- 조편성
  - A조:  파키스탄,  방글라데시,  아프가니스탄
  - B조:  스리랑카,  인도,  네팔,  팔레스타인

| 2023년 1월 27일 09:00 PKT (UTC+5) | 아프가니스탄 | 0 – 17 (F/4) | 파키스탄 | 이슬라마바드 스포츠단지 야구장 |
| 2023년 1월 27일 09:00 PKT (UTC+5) |              |              |          | 이슬라마바드 스포츠단지 야구장 |

| 2023년 1월 27일 12:00 PKT (UTC+5) | 네팔 | 0 – 26 (F/4) | 스리랑카 | 이슬라마바드 스포츠단지 야구장 |
| 2023년 1월 27일 12:00 PKT (UTC+5) |      |              |          | 이슬라마바드 스포츠단지 야구장 |

| 2023년 1월 27일 PKT (UTC+5) | 인도 | w/o | 팔레스타인 | 이슬라마바드 스포츠단지 야구장 |
| 2023년 1월 27일 PKT (UTC+5) |      |     |            | 이슬라마바드 스포츠단지 야구장 |

| 2023년 1월 28일 09:00 PKT (UTC+5) | 파키스탄 | 14 – 0 (F/5) | 방글라데시 | 이슬라마바드 스포츠단지 야구장 |
| 2023년 1월 28일 09:00 PKT (UTC+5) |          |              |            | 이슬라마바드 스포츠단지 야구장 |

| 2023년 1월 28일 12:00 PKT (UTC+5) | 팔레스타인 | 21 – 1 (F/4) | 네팔 | 이슬라마바드 스포츠단지 야구장 |
| 2023년 1월 28일 12:00 PKT (UTC+5) |            |              |      | 이슬라마바드 스포츠단지 야구장 |

| 2023년 1월 28일 15:00 PKT (UTC+5) | 스리랑카 | 11 – 2 | 인도 | 이슬라마바드 스포츠단지 야구장 |
| 2023년 1월 28일 15:00 PKT (UTC+5) |          |        |      | 이슬라마바드 스포츠단지 야구장 |

| 2023년 1월 29일 09:00 PKT (UTC+5) | 아프가니스탄 | 2 – 12 | 방글라데시 | 이슬라마바드 스포츠단지 야구장 |
| 2023년 1월 29일 09:00 PKT (UTC+5) |              |        |            | 이슬라마바드 스포츠단지 야구장 |

| 2023년 1월 29일 12:00 PKT (UTC+5) | 네팔 | 0 – 15 (F/4) | 인도 | 이슬라마바드 스포츠단지 야구장 |
| 2023년 1월 29일 12:00 PKT (UTC+5) |      |              |      | 이슬라마바드 스포츠단지 야구장 |

| 2023년 1월 29일 15:00 PKT (UTC+5) | 팔레스타인 | 10 – 0 (F/5) | 스리랑카 | 이슬라마바드 스포츠단지 야구장 |
| 2023년 1월 29일 15:00 PKT (UTC+5) |            |              |          | 이슬라마바드 스포츠단지 야구장 |

### A조 결과
|  | 준결승전 진출 |

| 팀           | 승 | 패 | 승률  | 게임차 | 득점 | 실점 | 승자승 |
| ------------ | -- | -- | ----- | ------ | ---- | ---- | ------ |
| 파키스탄     | 2  | 0  | 1.000 | -      | 31   | 0    |        |
| 방글라데시   | 1  | 1  | .500  | 1      | 12   | 16   |        |
| 아프가니스탄 | 0  | 2  | .000  | 2      | 2    | 29   |        |

### B조 결과
| 팀         | 승 | 패 | 승률  | 게임차 | 득점 | 실점 | 승자승 |
| ---------- | -- | -- | ----- | ------ | ---- | ---- | ------ |
| 팔레스타인 | 3  | 0  | 1.000 | -      | 32   | 1    |        |
| 스리랑카   | 2  | 1  | .667  | 1      | 37   | 12   |        |
| 인도       | 1  | 2  | .333  | 2      | 17   | 12   |        |
| 네팔       | 0  | 3  | .000  | 3      | 1    | 62   |        |

## 토너먼트

### 준결승전
| 2023년 1월 31일 PKT (UTC+5) | 방글라데시 | 3 – 14 | 팔레스타인 | 이슬라마바드 스포츠단지 야구장 |
| 2023년 1월 31일 PKT (UTC+5) |            |        |            | 이슬라마바드 스포츠단지 야구장 |

| 2023년 1월 31일 PKT (UTC+5) | 스리랑카 | 1 – 16 (F/4) | 파키스탄 | 이슬라마바드 스포츠단지 야구장 |
| 2023년 1월 31일 PKT (UTC+5) |          |              |          | 이슬라마바드 스포츠단지 야구장 |

### 3·4위 결정전
| 2023년 2월 1일 10:00 PKT (UTC+5) | 방글라데시 | 1 – 3 | 스리랑카 | 이슬라마바드 스포츠단지 야구장 |
| 2023년 2월 1일 10:00 PKT (UTC+5) |            |       |          | 이슬라마바드 스포츠단지 야구장 |

### 결승전
| 2023년 2월 1일 14:30 PKT (UTC+5) | 파키스탄 | 11 – 3 | 팔레스타인 | 이슬라마바드 스포츠단지 야구장 |
| 2023년 2월 1일 14:30 PKT (UTC+5) |          |        |            | 이슬라마바드 스포츠단지 야구장 |

### 최종 순위
|  | 아시아 야구 선수권 대회 진출 |

| 순위 | 팀           |
| ---- | ------------ |
| 1    | 파키스탄     |
| 2    | 팔레스타인   |
| 3    | 스리랑카     |
| 4    | 방글라데시   |
| 5    | 인도         |
| 5    | 아프가니스탄 |
| 5    | 네팔         |

| 2023년 서아시아컵 야구 대회 |
| --------------------------- |
| 파키스탄 6번째 우승         |